# Елпидий (стратиг Сицилии)
Елпидий (греч. Ἐλπίδιος) — византийский стратиг Сицилии, участник заговора против императрицы Ирины (пр. 780—802).

## Биография

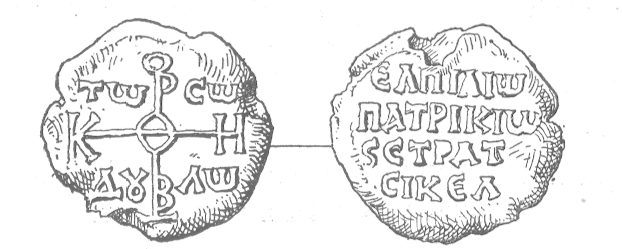
Печать патрикия и стратига Сицилии Елпидия

В феврале 781 г. был назначен императрицей Ириной (пр. 780—802) стратигом фемы Сицилия. В то время он уже обладал высшим византийским титулом патрикий, и летописец Феофан Исповедник упоминает, что Елпидий уже управлял Сицилией при Льве IV Хазаре (пр. 775—780 гг.) или возможно Константине V (пр. 741—775 гг.). Однако 15 апреля Ирине сообщили, что стратиг поддержал раскрытый в октябре прошлого года заговор с целью свергнуть её и привести к власти старшего сына Константина V цезаря Никифора. Ирина немедленно отправила спафария Феофила на Сицилию, чтобы вернуть мятежника в Константинополь. Хотя его жена и дети остались в имперской столице, Елпидий отказался от призыва и был поддержан народом и местной армией. Не похоже, чтобы он явно восстал против Ирины, но императрица, тем не менее, публично выпорола его жену и детей и заключила их в тюрьму в столичном претории.
Осенью 781 или в начале 782 года Ирина направила в Сицилию него большой флот под командованием доверенного придворного евнуха патрикиоса Феодора. Собственные вооруженные силы Елпидия были скудны, и после нескольких сражений он потерпел поражение. Вместе со своим лейтенантом дуксом Никифором он собрал остатки сокровищницы фемы и бежал в Северную Африку, где его приветствовали арабские власти. Там он провозгласил себя императором, и был признан династией Аббасидов. Его дальнейшая жизнь неясна, за исключением участия в крупномасштабной кампании с войском в 40 тыс. человек против Византии в 792 или 794 году. Аббасиды, вероятно, надеялись, что они смогут сделать его императором по крайней мере в части Малой Азии, но армия вторжения из-за ранней и тяжёлой зимы потеряла многих людей и была вынуждена отступить. Согласно сирийским источникам, Елпидий был ещё жив в 802 году, когда Ирина была свергнута Никифором I (пр. 802—811). Узнав об этом, он посоветовал эмиру Сирии Абд аль-Малику ибн Салиху «выбросить свой шёлк и надеть доспехи», поскольку Никифор будет проводить более агрессивную политику против Аббасидов, чем Ирина.